# ハピネス (1998年の映画)
『ハピネス』（Happiness）は、1998年製作のアメリカ合衆国の映画である。トッド・ソロンズ監督。ニュージャージー州を舞台に、トリッシュ、ヘレン、ジョイの3人姉妹とその家族を描くブラックコメディ。カンヌ国際映画祭で国際批評家賞を受賞。
続編にトッド・ソロンズ監督による『Life During Wartime』（2009年）と『ダークホース 〜リア獣エイブの恋〜』（2011年）とがある。

## ストーリー
ヘレンは成功した作家で周りの皆が羨むような生活を送っていたが、最近はスランプ気味でレイプされればもっとリアリティのある作品を書けると考えはじめる。
トリッシュは中産階級の主婦。精神科医の夫ビルと結婚し、3人の子供がいる一見普通の生活を送っていた。しかし夫のビルは実は小児性愛者で、自分の息子の友達ジョニーに執着していた。

## キャスト
※括弧内は日本語吹替
- トリッシュ・メイプルウッド - シンシア・スティーヴンソン（寺内よりえ）
- ヘレン・ジョーダン - ララ・フリン・ボイル（日野由利加）
- ジョイ・ジョーダン - ジェーン・アダムス（石塚理恵）
- アレン - フィリップ・シーモア・ホフマン（乃村健次）
- アンディ・コーンブルース - ジョン・ロヴィッツ
- ビル・メイプルウッド - ディラン・ベイカー（梅津秀行）
- レニー・ジョーダン - ベン・ギャザラ（星野充昭）
- ナンシー - モリー・シャノン
- クリスティーナ - カムリン・マンハイム（梅田貴公美）
- ヴラッド - ジャレッド・ハリス（田中正彦）